# Jean-François Malet
 (novembre 2021).
Si vous disposez d'ouvrages ou d'articles de référence ou si vous connaissez des sites web de qualité traitant du thème abordé ici, merci de compléter l'article en donnant les références utiles à sa vérifiabilité et en les liant à la section « Notes et références ».
Pour les articles homonymes, voir Malet.
Jean-François Malet est un acteur français, né le 26 juin 1963 à Vittel, dans les Vosges. Il est notamment connu pour son rôle de Jean-François Leroux dans la série Plus belle la vie de 2006 à 2016.

## Biographie
À 18 ans, Jean-François Malet quitte Contrexéville (Vosges) et se rend à Paris pour tenter sa chance en tant qu'acteur. Il rencontre celle qui deviendra sa future épouse, qui a déjà deux enfants. Finalement, il fera des études de commerce.
Il réussit plus tard à devenir directeur commercial. Mais à 40 ans, l'entreprise dans laquelle il est cadre est reprise. Licencié, il décide alors de se consacrer à ses passions (pêche, bateau) et reprend des cours de théâtre au Théâtre 108 d'Aix-en-Provence. Il y découvre alors Antoine Coesens, père de Dounia Coesens (Johanna Marci dans Plus belle la vie) et de Marie Coesens, qui lui fait rencontrer des directeurs de castings sur Marseille. Jean-François joue plusieurs petits rôles et en fait son métier. Un jour, il est contacté pour un rôle de figurant à l'accueil d'un commissariat dans une série télévisée : Plus belle la vie (594e rôle). C'est ainsi que le 19 juin 2006, il devient le brigadier Jean-François Leroux (figurant), qui, petit à petit, devient un personnage qui évolue et parle.
Il apparait également dans plusieurs films dont Mademoiselle Chambon, Un balcon sur la mer, et les comédies d'Olivier Baroux.
En décembre 2015, il quitte soudainement la série Plus belle la vie en plein milieu du tournage d'une séquence, à la suite d'un désaccord avec les producteurs. Ses dernières apparitions sont diffusées en janvier 2016. Le départ du personnage reste inexpliqué jusqu'en avril 2016, lorsque l'on apprend qu'il quitte subitement Blanche Marci et s'installe en Suisse avec sa fille Léa.

## Filmographie

### Télévision

#### Séries télévisées
- 2006 - 2016 : Plus belle la vie : Jean-François Leroux
- 2006 : Le Tuteur (1 épisode)
- 2008 : Chante ! (1 épisode)
- 2008 : Mafiosa : patron Balnéo (saison 2, épisode 1)
- 2009 : Vive les vacances ! : voisin 2 spermogramme (saison 1, épisode 3)
- 2009 : Les Toqués (1 épisode)
- 2010 : La Loi selon Bartoli : le gérant de l'hôtel (3 épisodes)
- 2011 : Autoroute Express de Florian Hessique : le directeur (3 épisodes)
- 2012 : Antigone 34 : patron du café (saison 1, épisode 4)
- 2012 : Enquêtes réservées[2] : M. Morel (saison 5, épisode 3 : Beauté fatale)
- 2012 : Lignes de vie (1 épisode)
- 2012 : No Limit de Didier Le Pêcheur : Éric Delfaux (2 épisodes)
- 2014 : Candice Renoir : Michel Becera (saison 2, épisode 7 : La plus belle fille ne peut donner que ce qu’elle a)
- 2014 : Crimes et botanique de Bruno Garcia : Nizan (saison 1, épisode 3 : Une parcelle de bonheur)
- 2014 : Alex Hugo de Pierre Isoard : le légiste (saison 1, épisode 3 : La traque)
- 2015 : La Promesse du feu de Christian Faure : Martin Lapouge (2 épisodes)
- 2017 : Tandem d'Emmanuel Rigaut : Jeff Dumont (saison 1, épisode 8 : Convictions)
- 2017 : Agathe Koltès : Antoine Pringuet (saison 1, épisode 10 : Chemin de croix)
- 2019 - 2020 : Un si grand soleil : Pierre Maurias (110 épisodes)
- 2019 : Candice Renoir : Daniel Combes (saison 7)
- 2019 : Pour Sarah de Frédéric Berthe : Jean Bonneuil
- 2019 : La Stagiaire : M. Marchal (saison 5)
- 2021 : Tandem de Corinne Bergas : M. Girard (saison 5, épisode 4 : épisode Le serment d'Hippocrate)
- 2021 : Prière d'enquêter de Laurence Katrian : Dédé La Joconde
- 2024 : Les Pennac(s), épisode Un air de famille : Gardien ehpad
- 2025 : A priori : Michel
- 2025 : Panda, épisode Entrée, plat, décès : José
- 2025 : Malditos : Employé préfecture

#### Téléfilms
- 2010 : Trahie ! de Charlotte Brändström : le conducteur de tramway
- 2010 : 35 kilos d'espoir d'Olivier Langlois : le régisseur
- 2011 : Les Amants naufragés de Jean-Christophe Delpias : Richard Dorigo
- 2011 : À dix minutes de nulle part d'Arnauld Mercadier : chef de salle
- 2011 : Le Bon Samaritain de Bruno Garcia : gardien de prison
- 2012 : La Victoire au bout du bâton de Jean-Michel Verner
- 2012 : Le Secret des andrônes de Bruno Gantillon : Yves Mauron
- 2013 : Mortel Été de Denis Malleval : Roland
- 2014 : La Voyante d'Henri Helman : M. Trichet
- 2014 : Couleur locale de Coline Serreau : M. Jacquart
- 2016 : Après moi le bonheur de Nicolas Cuche : Employé pompes funèbres
- 2016 : Crime à Martigues de Claude-Michel Rome : Adjudan chef Bourdeau
- 2019 : Le Pont du Diable de Sylvie Ayme : Raphaël Scotto
- 2021 : Le Squat d'Emmanuel Rigaut : Sandoz

### Cinéma

#### Longs métrages
- 1990 : Pacific Palisades de Bernard Schmitt
- 1991 : La contre allée d'Isabel Sebastian
- 2006 : Le Bénévole de Jean-Pierre Mocky : l'architecte
- 2007 : Taxi 4 de Gérard Krawczyk : l'arbitre
- 2008 : La Très Très Grande Entreprise de Pierre Jolivet
- 2009 : Mademoiselle Chambon de Stéphane Brizé : le beau-frère
- 2010 : Le Mac de Pascal Bourdiaux : Olivier
- 2010 : L'Italien d'Olivier Baroux : le flic
- 2010 : Un balcon sur la mer de Nicole Garcia : le gardien
- 2011 : Les Tuche d'Olivier Baroux : l'huissier
- 2011 : La Brindille d'Emmanuelle Millet : le responsable de la résidence sociale
- 2013 : Les Invincibles de Frédéric Berthe : le gendarme
- 2013 : Le Casse des casses de Florian Hessique : le directeur de la station service
- 2014 : Fiston de Pascal Bourdiaux : le banquier
- 2014 : On a marché sur Bangkok d'Olivier Baroux : Yvon
- 2017 : Tout nous sépare de Thierry Klifa : Barbosa
- 2017 : Les Hommes du feu de Pierre Jolivet : homme inondation
- 2019 : Persona non grata de Roschdy Zem : Weller
- 2021 : Pourris gâtés de Nicolas Cuche : Le client odieux au restaurant
- 2023 : Sur les chemins noirs de Denis Imbert : André
- 2024 : L'Ennemi public n° 0 d'Amalric Gérard : Le conseiller emploi

#### Courts métrages
- Paparazzi de Patrick Ortega
- Bon prince de Patrick Ortega
- Les derniers froids de Patrick Ortega
- Le lien de Patrick Ortega
- Le Jour de la Reine de Patrick Ortega
- Noir comme l'espoir de L. Donner
- La Place de Y. Cessar
- Monsieur C de C. Galeazzi
- Les bras cassés de D. Chiabaut
- I am a zombie de G. Fetah
- Rapt de Yoan de Asis
- Cet autre hiver de Margo Brière Bordier (2020)

### Publicité
- 2010 : Oral-B tournée au Vélodrome